# Малобрагино
Малобра́гино (рос. Малобрагино) — село у складі Шегарського району Томської області, Росія. Входить до складу Трубачовського сільського поселення.

## Населення
Населення — 354 особи (2010; 413 у 2002).
Національний склад (станом на 2002 рік):
- росіяни — 98 %